# ربطة عنق سوداء
حلة السهرة أو بدلة السهرة أو الرَبطة السَوداء هي إشارة مستعملة عادة على بطاقات الدعوة لتبين نوع اللباس الواجب ارتداؤه. للرجال البذلة السوداء وللنساء لباس السهرة.